# 망울요도샘
망울요도샘 또는 요도구샘, 쿠퍼샘은 두 개의 조그마한 외분비 기관으로서 인간 남성의 생식 기관 중 하나이다. 쿠퍼샘이라는 이름은 영국의 해부학자 윌리엄 쿠퍼의 이름에서 따론 것이다. 여성의 바르톨린샘과 상동 기관이다.

## 위치
망울요도샘은 회음부 안쪽, 요도막부분의 두 근막 사이, 음경이 시작되는 부분의 요도 막성부 뒤 양쪽에 자리잡고 있다. 또한 요도괄약근의 가로무늬근으로 둘러 싸여있다.

## 구조
망울요도샘은 복합 대롱꽈리샘으로서, 각각의 크기는 대략 완두콩 정도이고, 섬유질로 덮여 뭉쳐있는 몇 개의 덩어리로 구성되어있다. 각 소엽은 둥글게 배치된 상피세포를 따라 자리잡고 있고, 자신과 다른 소엽들로부터 나오는 관끼리 뭉쳐 하나의 배출관을 형성하는 상다수의 소핵을 포함하고 있다. 이 배출관은 약 2.5 cm의 길이를 갖고 있으며, 음경의 시작 부분의 요도에 연결된다. 망울요도샘은 나이가 들 수록 그 크기가 차츰 줄어든다.

## 기능
성적 각성 중에 망울요도샘에서는 쿠퍼액이라고도 일컫는 맑은 점액질의 분비액을 만들어낸다. 이 액체는 정자가 지나가기 쉽게 요도를 매끄럽게 해주고, 요도에 남아있는 산도를 중화시키며, 요도에 남아있을 지 모르는 오줌이나 외부 유입물을 내보내도록 하는 기능이 있다. 또한 사정 후 구부요도에 남아있는 정자를 운반해 다음 사정 이전에 밖으로 내보내도록 하기도 한다.

## 참고 그림

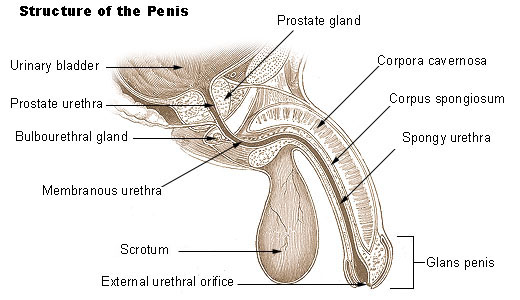
음경의 구조
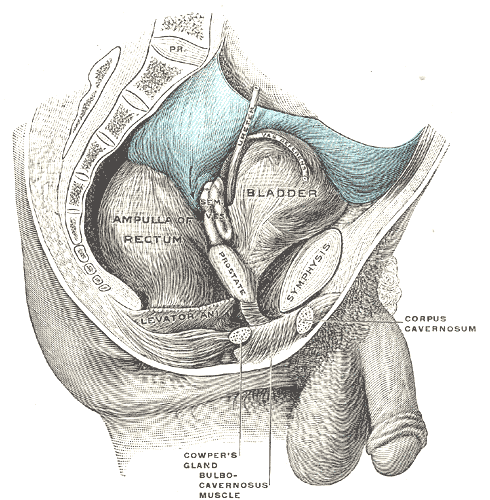
오른쪽에서 본 남성의 골반 내 기관들.
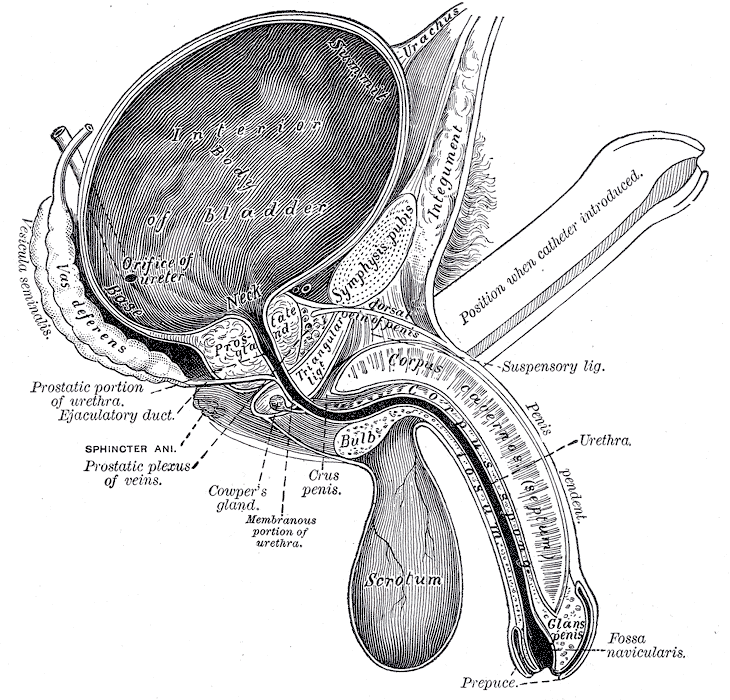
방광, 음경, 요도의 단면.

## 같이 보기
- 사람 세포 유형 목록